# Лисов, Василий Иванович
Василий Иванович Лисов (род. 21 апреля 1952, село Верхний Бык, Воронежская область) — российский экономист, профессор, доктор экономических наук, член-корреспондент РАО, бывший ректор МГРИ-РГГРУ (с 2009 по 2017 гг).

## Биография
В 1975 г. окончил Воронежский лесотехнический институт по специальности «инженер-технолог». В период обучения был тренером СДСО «Буревестник» по ручному мячу. С ноября 1974 г. — председатель профкома, в 1976—1977 гг. — секретарь комитета ВЛКСМ Воронежского лесотехнического института.
В 1977—1988 гг. — на комсомольской и партийной работе: инструктор, заведующий отделом студенческой молодёжи Воронежского обкома ВЛКСМ (1977—1981); заведующий отделом пропаганды и агитации Центрального райкома КПСС (1981); заведующий сектором школ рабочей и сельской молодёжи отдела школьной молодёжи (1981—1984), заместитель заведующего отделом школьной молодёжи ЦК ВЛКСМ (1984—1988).
В 1988—1989 — инспектор, ведущий инспектор отдела науки, культуры и здравоохранения Комитета народного контроля СССР.
В 1989—1993 работал в сфере социального обеспечения: главный специалист отдела Совета Министров СССР по делам женщин, охраны семьи, материнства и детства, первый заместитель Председателя Правления Советского детского фонда им. В. И. Ленина, вице-президент Международной ассоциации детских фондов, президент Фонда социальной защиты населения.
В 1993—1995 гг. — президент АО «Росагропром».
В 1995—1996 гг. — генеральный директор ОАО «Финансово-промышленная группа „Металлоиндустрия“», в состав которой входили Михайловский и Стойленский горно-обогатительные комбинаты, комбинат «КМА-Руда», Новолипецкий металлургический комбинат.
В 1996—1998 гг. — заместитель председателя, председатель Совета коммерческого банка «Интербанк».
В 1998—2002 гг. работал в Федеральной службе налоговой полиции: советник директора ФСНП России; первый заместитель Начальника управления ФСНП России по Воронежской области (1999—2000); начальник (январь 2000 — август 2001), заместитель начальника (2001—2002) Академии налоговой полиции ФСНП России. В 1999 г. окончил Российский государственный социальный университет по специальности «юрист».
В 2002—2009 гг. — заместитель председателя Комитета образования города Москвы, первый заместитель руководителя Департамента образования города Москвы; отвечал за вопросы науки и профессионального образования.
С 2009 г. — ректор Российского государственного геологоразведочного университета. Одновременно с 2010 г. заведует кафедрой мировой экономики минерально-сырьевого комплекса и недропользования.
Главный редактор журнала «Известия высших учебных заведений. Геология и разведка», член редакционных советов журналов «Менеджмент и бизнес-администрирование», «Профессиональное образование. Столица».

## Научная деятельность
В 1985 г. защитил кандидатскую («Ленинский комсомол - активный помощник КПСС в осуществлении перехода ко всеобщему среднему образованию молодежи. 1971-1980 гг.» (на материалах областей Центрального Черноземья)), в 2000 г. — докторскую диссертацию («Организационно-методологические аспекты интегрированных корпоративных структур в условиях становления рыночных отношений»). С 2001 г. — профессор.
В 2007 г. избран членом-корреспондентом Российской академии образования.
Основные направления исследований — теория менеджмента. Разработал систему организации крупных вертикально-интегрированных корпораций.
Подготовил 10 кандидатов и 2 докторов наук. Автор более 150 научных работ, в том числе 17 монографий и 8 учебников.
По данным диссернета являлся научным руководителем диссертацинной работы с множественными заимствованиями

## Награды
- Медаль Жукова (1996)
- Памятный нагрудный знак «Физическая защита» ФСНП (2001)
- Премия Правительства Российской Федерации в области науки и техники (2002)
- Медаль Совета Безопасности РФ «За заслуги в обеспечении национальной безопасности» (2002)
- Знак отличия военнослужащих «За службу на Кавказе» (2002)
- Медаль «В память 300-летия Санкт-Петербурга» (2003)
- Медаль «Лауреат ВВЦ» (2004)
- Медаль ФНПР «100 лет профсоюзам России» (2004)
- Премия Правительства Российской Федерации в области образования (2007)
- Заслуженный деятель науки Российской Федерации (2008)
- Медаль «90 лет ВЧК-КГБ-ФСБ» (2008)
- Знак «Отличник разведки недр» (2011) — за большие заслуги в подготовке квалифицированных специалистов для геологической отрасли России
- Орден Дружбы (2014)
- Знак отличия «За заслуги перед Воронежской областью» (12 апреля 2017) — за многолетний плодотворный научно-педагогический труд,  большой личный вклад в обеспечение подготовки высококвалифицированных специалистов и в связи с 65-летием со дня рождения
- Почётная грамота Правительства Москвы (27 марта 2019) — за большой вклад в подготовку высококвалифицированных специалистов для города Москвы, многолетнюю плодотворную работу и в связи со 100-летием со дня основания организации